# Национальная республиканская гвардия
Национальная республиканская гвардия Португалии (порт. Guarda Nacional Republicana) — национальная жандармерия Португалии.
Гвардейцы — военнослужащие, отвечающие за некоторые функции полиции и дорожное патрулирование (примерно на 94 % территории Португалии). На национальном уровне Национальная республиканская гвардия также имеет обязанности по обеспечению соблюдения таможенных правил, берегового контроля, охраны природы, поисково-спасательных операций и государственных церемониальных караулов, а также почетного караула.
С 2000 года Национальная республиканская гвардия участвует в миротворческих операциях в Ираке, Восточном Тиморе, и других театрах боевых действий.

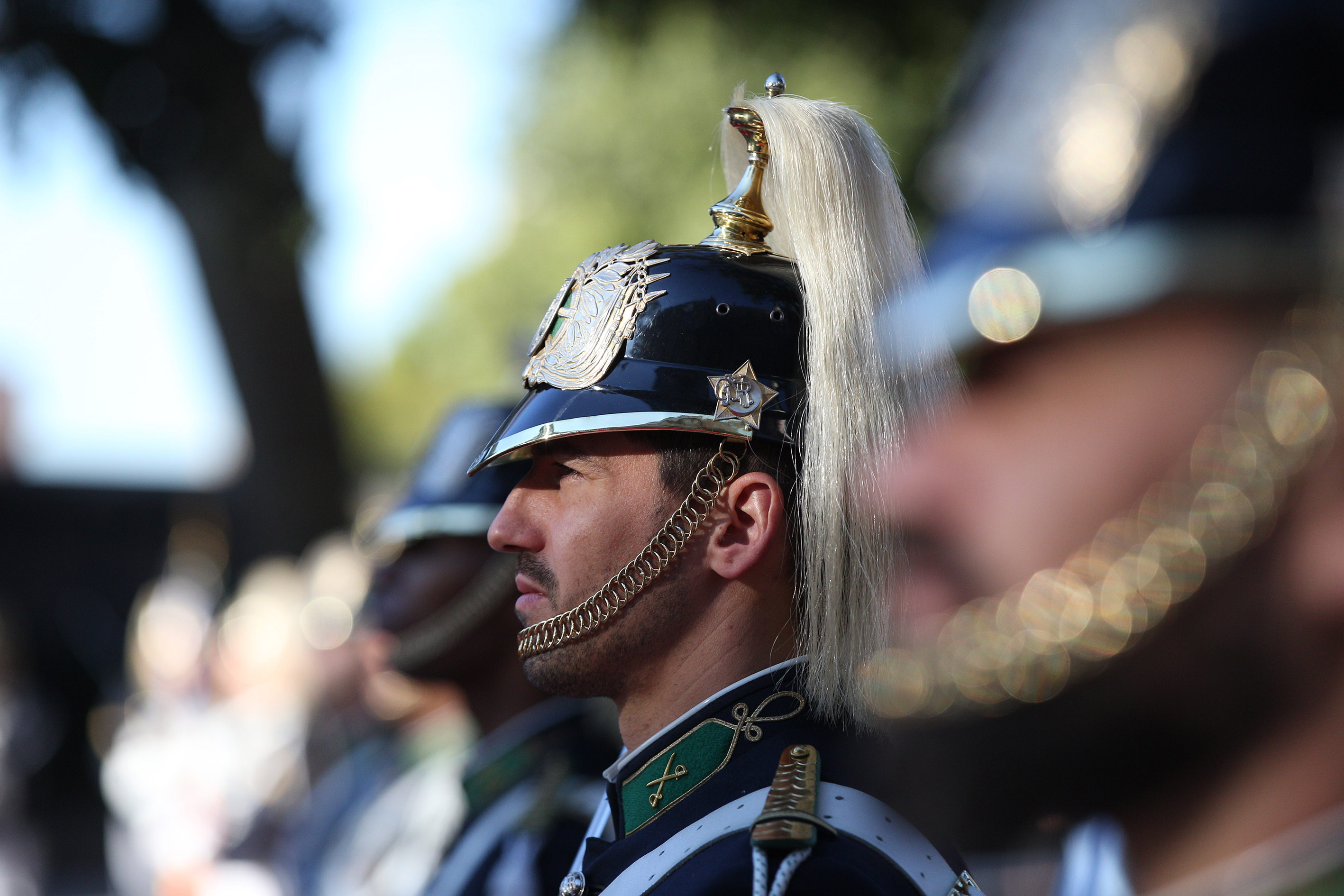

Входит во Frontex. Большинство своих сотрудников гвардия размещает в самой Португалии (около 26 тысяч гвардейцев), а остальные — служат в Боснии.

## Организация

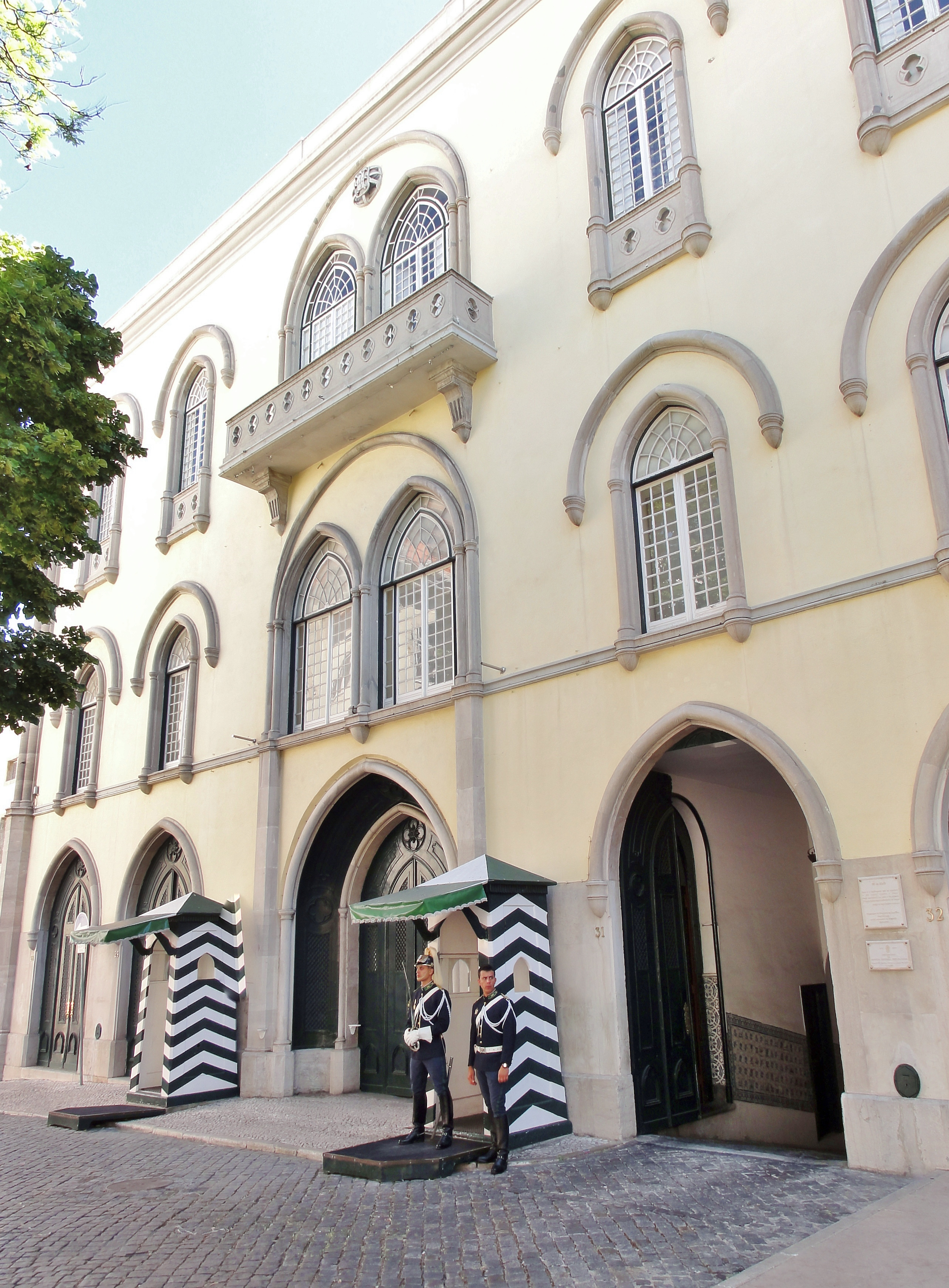
Штаб-квартира Португальской национальной республиканской гвардии в Ларгу-ду-Карму, Лиссабон.

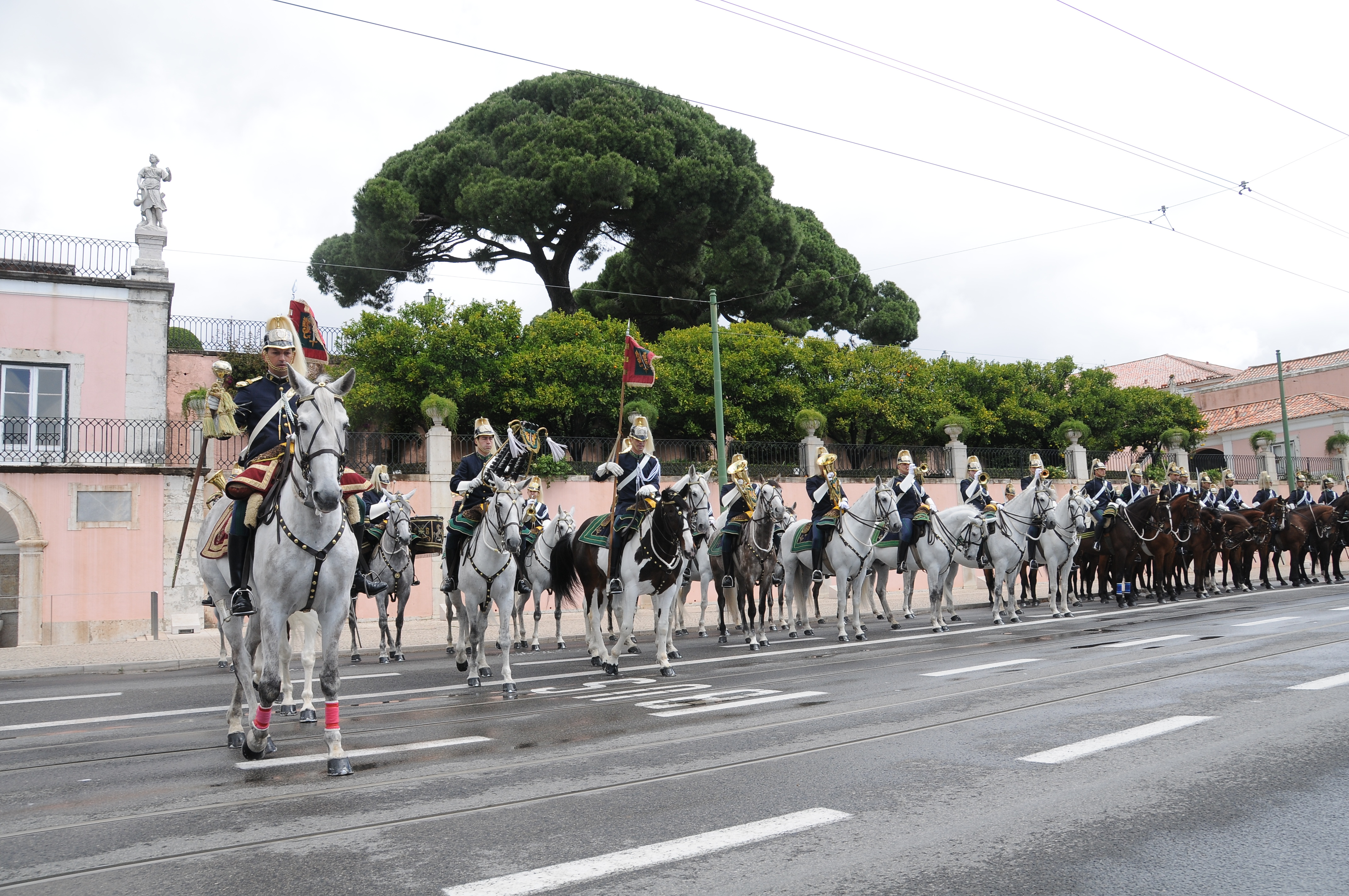
Кавалерия при смене караула президентского дворца

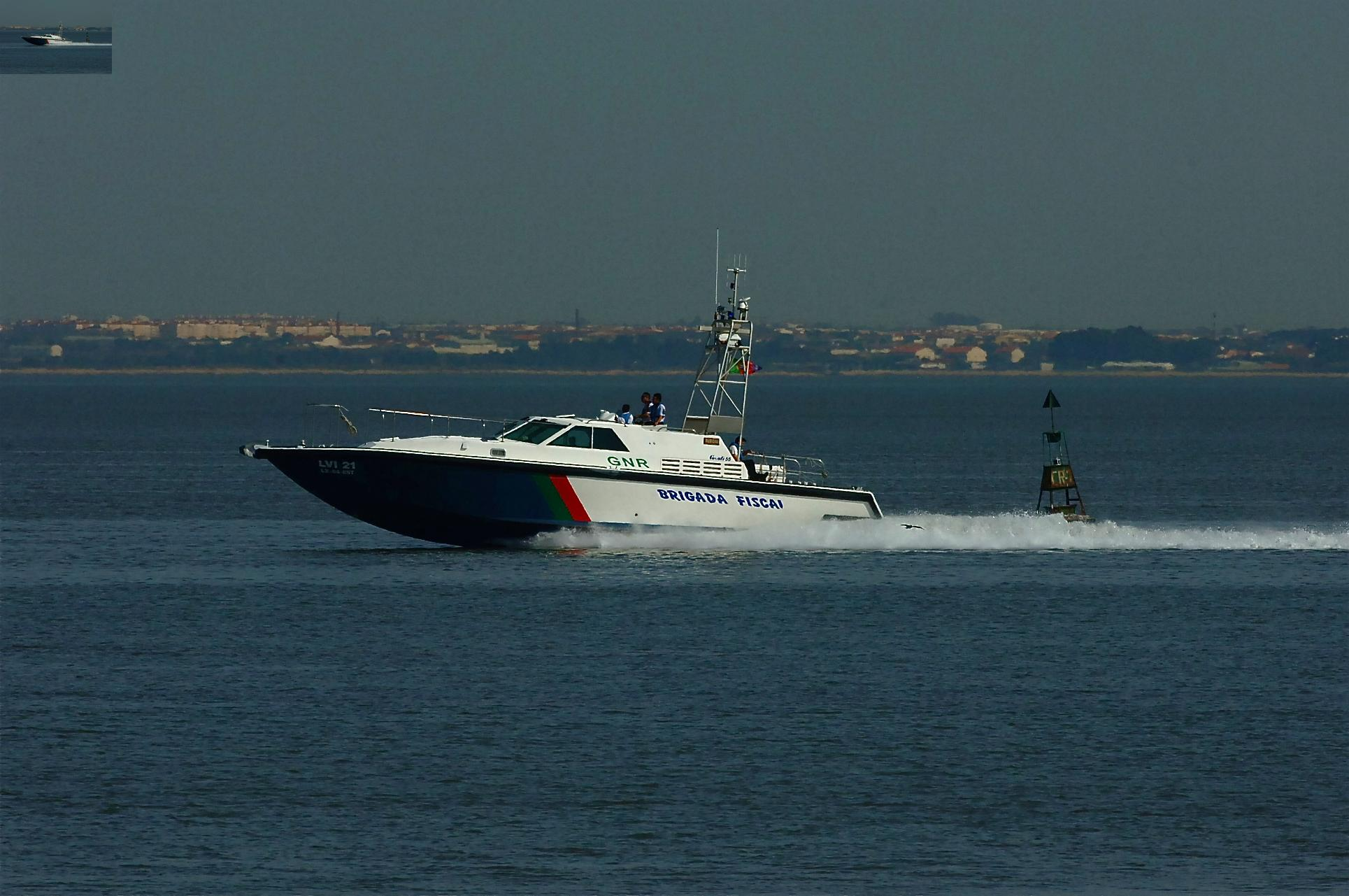
Патрульный катер GNR Coastal Control Unit.

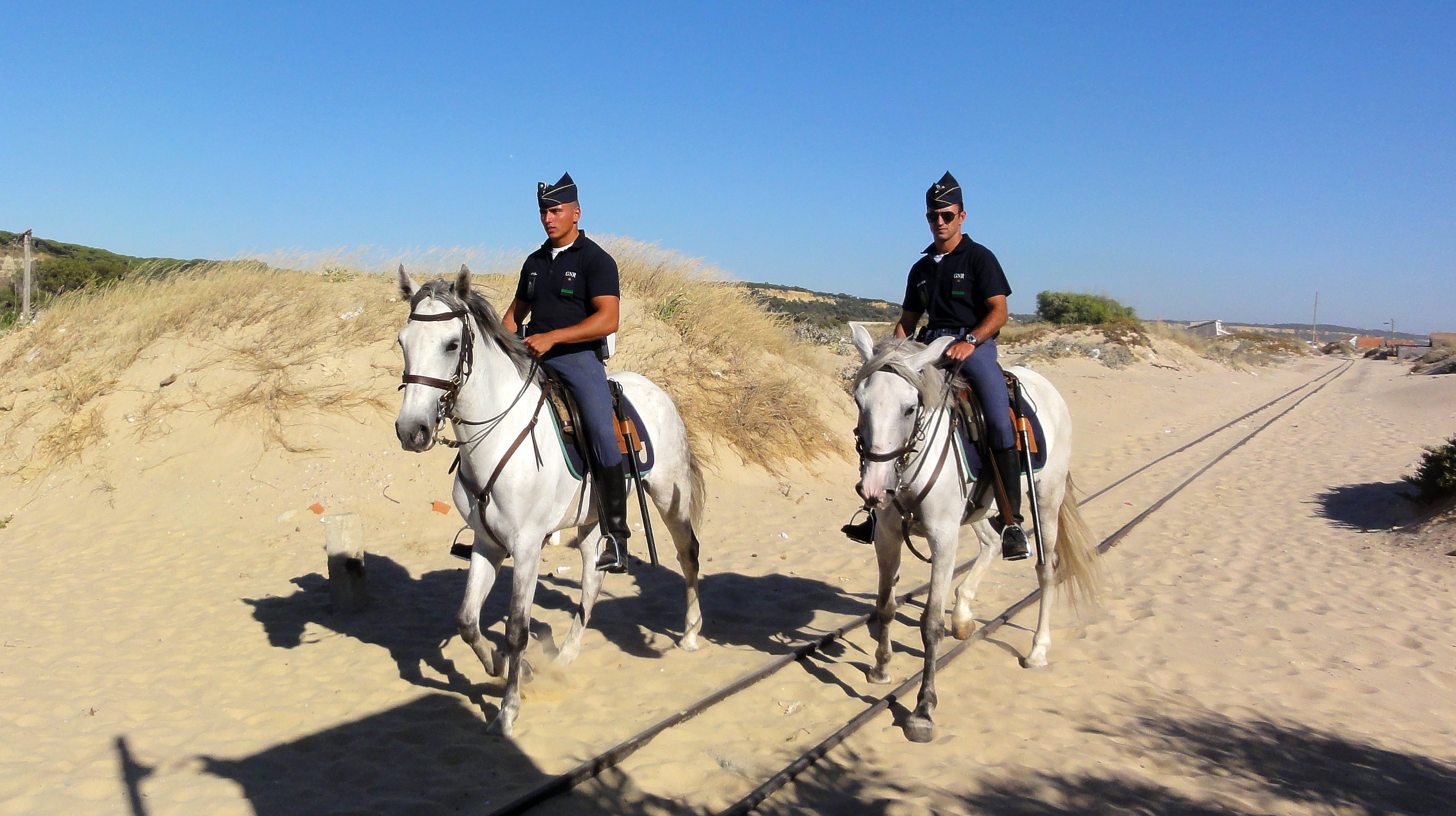
Конный патруль

Национальная республиканская гвардия в мирное время подчиняется Министерству внутренних дел в вопросах набора, управления, дисциплины и оперативного контроля, а также Министерству национальной обороны в вопросах «унификации и нормализации» военной доктрины, вооружения и техники.